# 云雾镇
云雾镇，是中华人民共和国贵州省黔南布依族苗族自治州贵定县下辖的一个乡镇级行政单位。
2014年2月25日，贵州省人民政府批复同意贵定县部分乡镇行政区划调整，新设置的云雾镇辖原云雾镇、窑上乡、铁厂乡、抱管乡，镇人民政府驻平伐村。

## 行政区划
云雾镇下辖以下地区：
云雾社区、平伐村、鸟王村、营上村、东坪村、塘满村、江比村、燕子岩村、抱管村、小普村、铁厂村、东坪村、摆城村、摆谷村、谷丰村、茶山村、大塘村、关口村、铁厂乡和抱管乡。